# Costantino l'Africano

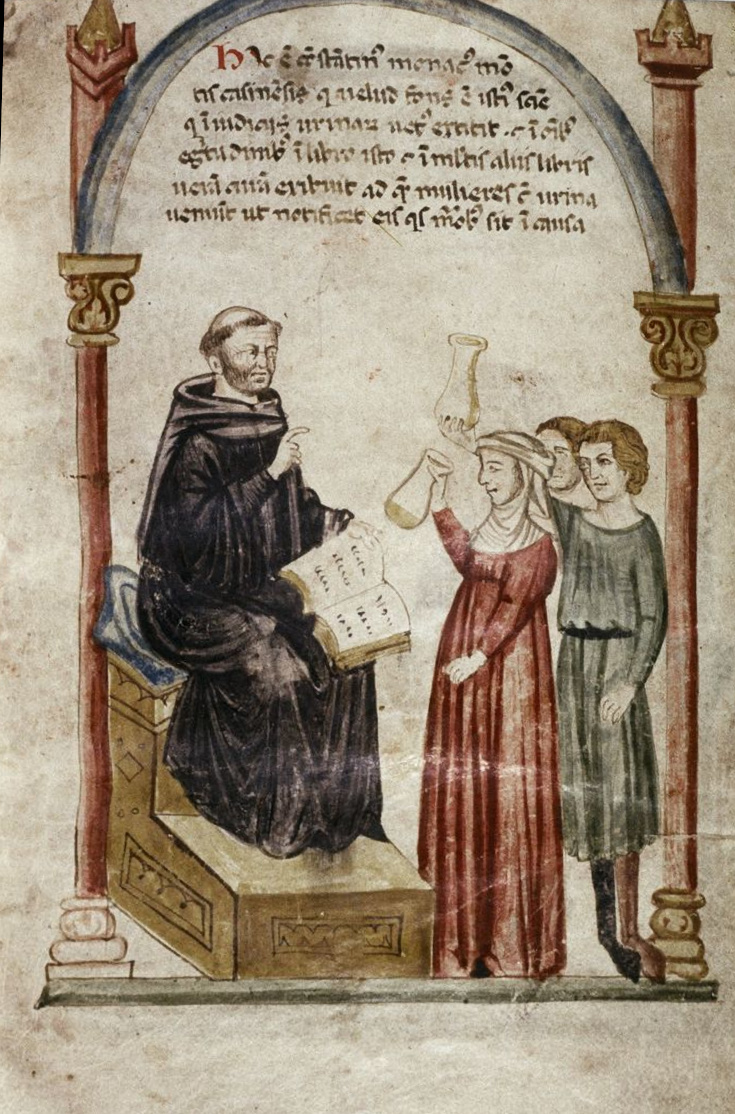
Costantino esamina le urine dei pazienti

Costantino l'Africano (in latino Constantinus Africanus; Cartagine, 1020 circa – Montecassino, 1087) è stato un medico, letterato, monaco cristiano e traduttore italiano di origine nordafricana.

## Biografia
Nella sua vita Costantino compì numerosi viaggi che gli consentirono di apprendere diverse lingue e di acquisire le conoscenze del mondo arabo e orientale. Ancora giovane partì per Babilonia (antico nome di Baghdad), quindi in Persia, in Etiopia e forse in India.
Ritornato in Egitto fu oggetto di persecuzioni, in ragione del suo insegnamento, ispirato alla varietà di tradizioni con le quali era venuto in contatto. Dovette rifugiarsi in Italia (ma una tradizione parla di un suo naufragio), accolto presso la corte di Roberto il Guiscardo, a Salerno. Soggiornò nella città probabilmente tra il 1075 e il 1077 e, verosimilmente, fu maestro della celebre Scuola Medica Salernitana. Di certo è evidente la notevole influenza che le sue traduzioni ebbero nell'attività e nelle opere dei medici di Salerno.
Entrò nell'ordine benedettino e terminò la sua vita nell'abbazia di Montecassino ai tempi in cui era abate Desiderio, futuro papa Vittore III. Dettagli della sua vita e della sua opera ci vengono dalla biografia di Pietro Diacono, un altro monaco di Montecassino, che lo descrive così:
(Pietro Diacono, De viris illustribus archimonasterii Casinensis)
Dopo la sua morte nel 1087, la sua opera era stata coadiuvata dai suoi allievi Johannes Afflacius, probabilmente un convertito il cui nome era Yahyà al-Falakī, cui si affiancò l'italico Attone (Atto, Adto), al quale Costantino dedicò la sua traduzione dall'arabo degli Aforìsmi di Ippocrate, coi relativi commenti di Galeno, già conosciuti per essere stati tradotti in latino dal greco. A Costantino va attribuita la traduzione dei primi 2 libri degli Aforismi, mentre l'opera restante si deve al suo allievo Attone.

## Opere
Tradusse dalla lingua araba alla lingua latina numerose opere che consentirono all'Occidente cristiano-latino di riscoprire alcuni classici del mondo greco (che erano stati tradotti in arabo) e di apprezzare i progressi degli Arabi nel campo della medicina. Egli riuscì a far accettare senza traumi agli intellettuali occidentali il pensiero classico filtrato attraverso il pensiero islamico. Costantino introdusse in Occidente una trattatistica teorica e pratica, dedicata a molti dei temi della medicina e della farmacologia (tra tutte si ricordino il Pantegni (Theorica) di Ibn al-ʿAbbās al-Magiūsī (X secolo) e il Pantegni (Practica). La sua ricerca fu decisiva per l'affermazione dell'insegnamento galenico in Europa, ma ancora oggi incerta è l'attribuzione di moltissimi scritti che la tradizione gli attribuisce.
Da Costantino l'Africano prende il nome una particolare erba medicinale, la Iera di Costantino, utile per la cura della vista.